# 인도차이나갈색관박쥐
인도차이나갈색관박쥐 또는 인도차이나작은갈색관박쥐(Rhinolophus microglobosus)는 관박쥐과에 속하는 박쥐의 일종이다. 작은갈색관박쥐의 아종으로 분류하기도 한다.

## 특징
다른 관박쥐와 비교하여 보통 크기이다. 전완장은 43.8~47.2mm이고 몸무게는 9~9.5g이다. 털은 2가지 색으로 피부쪽은 누르스름한 갈색이고 털 끝 부분은 계피색-갈색이다. 배 쪽은 좀더 엷은 색을 띤다. 비막은 모두 짙은 갈색이다.

## 분포 및 서식지
미얀마와 베트남, 캄보디아, 태국(크라 지협 북쪽)에서 발견된다. 라오스에서 발견되기도 한다.